# Caio Fábio Pictor (pintor)
Caio Fábio Pictor foi um romano da alta nobreza, de uma família que teve vários cônsules, sumo pontífices e vários triunfos, mas que se distinguiu por pintar um muro de um templo.
De acordo com a enciclopédia publicada pela Society for the Diffusion of Useful Knowledge, ele era filho de Marco Fábio Ambusto, que foi cônsul.
Em 304 a.C., ele pintou o muro do templo da deusa da saúde, que havia sido consagrado por Caio Júnio Bubulco, e escreveu seu nome na pintura, seguindo o exemplo de Fídias, que havia inserido seu retrato na estátua de Minerva, de forma que este não pudesse ser removido sem destruir a obra.
Apesar de danificados em 276 a.C. e 206 a.C., os afrescos, com o nome de C. Fábio, foram preservados até que o prédio pegou fogo, na época do imperador Cláudio.
Por ter pintado este templo, ele recebeu o cognome Pictor, que passou aos seus descendentes.
Seu filho, Caio Fábio Pictor, foi cônsul romano em 269 a.C., junto de Ogúlnio Galo. Caio Fábio Pictor, o cônsul, foi o pai de Quinto Fábio Pictor, considerado como o primeiro romano que compilou uma história da cidade, a partir de informações dos pontífices e da tradição popular.